# Platitude
Platitude é uma declaração trivial, sem sentido ou prosaica, frequentemente usada como um clichê que termina o pensamento, com o objetivo de suprimir o desconforto social, emocional ou cognitivo. A declaração pode ser verdadeira, mas seu impacto se perde devido ao uso excessivo.
As platitudes têm sido criticadas por transmitirem uma falsa impressão de sabedoria, facilitando a aceitação de inverdades:

Uma platitude é ainda mais repreensível do que um clichê. Trata-se de uma expressão banal e convencional, caracterizada por uma atitude moralista e imperativa. [...] Platitudes ostentam uma qualidade aforística, apresentando-se como lições morais intemporais. Assim, influenciam nossa perspectiva do mundo e podem nos levar a aceitar conceitos que, na realidade, são falsos e desprovidos de sentido.

As platitudes frequentemente assumem a forma de tautologias, por exemplo, "é o que é", fazendo com que pareçam verdadeiras de forma vazia. No entanto, a expressão é usada para significar "não há como mudar isso", o que já não é uma tautologia: "Estruturar o sentimento como uma tautologia permite que ele pareça inescapável." Ao mesmo tempo, algumas frases que se tornaram platitudes podem fornecer orientação moral útil, como "faça aos outros o que gostaria que fizessem a você". Outras, embora amplamente banalizadas, podem ser provocativas, como "Seja a mudança que deseja ver no mundo".

## Etimologia
A palavra "platitude" tem sua origem no francês "platitude", que por sua vez deriva do adjetivo "plat" (que significa "plano", "superficial" ou "banal"). Nesse contexto, "platitude" remete à ideia de "planura". Seu uso figurado foi primeiramente registrado na língua francesa em 1694, com a conotação de "a qualidade da banalidade", e posteriormente, em 1740, com o sentido de "uma observação comum". É atestado pela primeira vez em inglês em 1762.

## Exemplos
- Pensamentos e orações
- Não importa quem marca, contanto que a equipe vença.[2]
- Sacrifique hoje por um amanhã melhor.[2]
- Ninguém é perfeito.[4]
- Coisas boas vêm para aqueles que esperam.[4]
- A vida é um mistério.[4]
- Isso é apenas a minha opinião pessoal.[4]
- Queria eu saber naquela época o que sei agora.[4]
- Às vezes coisas ruins levam a coisas boas.[4]
- O que não te mata te fortalece.[4]
- Todos nós morremos um dia.[4]
- Todas as pessoas mudam.[4]
- Realmente é assim que acontece às vezes.[4]
- Leve o bom junto com o ruim.[4]
- Nem tudo é sempre o que parece.[4]
- Tudo acontece por uma razão.[4]
- O que tiver de ser, será.[4]

## Na filosofia
Na filosofia, as platitudes são crenças ou afirmações sobre um tópico que são geralmente aceitas como senso comum. Em algumas abordagens de análise conceitual, elas são tomadas como ponto de partida. A conjunção das platitudes sobre um tópico pode resultar em uma sentença de Ramsey. Analisar platitudes faz parte do Plano de Canberra da metodologia filosófica.